# Эшба, Нелли Ражденовна
Нелли Ражденовна Эшба (25 сентября 1928 (по другим данным 25 апреля), Очамчыра, Абхазская АССР — 15 марта 2015) — первый профессиональный абхазский режиссёр, ученица М. Туманишвили. Проходила практику и стажировку у Г. Товстоногова в Ленинградском академическом Большом драматическом театре. Н. Эшба является представителем Театра Романтизма.  Заслуженный деятель искусств Грузинской ССР.
Н.Эшба ставила спектакли в театрах в Астрахани, Рязани, Кемерово, Барнауле, Смоленске, Орджоникидзе и т. д. С 1979 года — создатель и бессменный руководитель Московского театра-студии «Время».

## Биография
Родилась в городе Очамчира в Абхазской АССР в семье абхазских дворян Эшба. В семье Раждена Эшба было двое детей: Нелли и Рауль. Образованию детей уделялось большое значение. Благодаря богатой библиотеке отца Нелли Эшба познакомилась с русской литературой, оказавшей огромное влияние на всю её творческую жизнь. По настоянию родителей окончила Московский юридический институт, по окончании которого работала адвокатом в Сухумской, а затем в Тбилисской юридической консультации. Через семь лет она отказалась от профессии юриста и посвятила себя театральному искусству. Сталинская стипендиатка, Н. Эшба окончила с красным дипломом Тбилисский театральный институт им. Ш. Руставели. На 5 курсе Н. Эшба совместно с выпускниками Амираном Тания, Хутой Джопуа, Олегом Лагвилава, Алексеем Ермоловым поставила в стенах института спектакль «Призраки» Дмитрия Гулиа. Позже этот спектакль вошел в репертуар Абхазского драматического театра и пользовался популярностью у зрителей. Дипломная режиссёрская работа — «Такая любовь» П. Когоута. Пьесу ставили на сцене Абхазского драмтеатра и принимала её представительная комиссия педагогов Тбилисского театрального института. Спектакль был хорошо принят и педагогами, и публикой. Спектакль также вошел в репертуар Абхазского драматического театра.
В 1961 году Н. Р. Эшба было предложено стать главным режиссёром Абхазского драматического театра. В то время театр ставил незатейливые одноактные пьесы, понятные простому народу, и ездил с представлениями по колхозам и дальним селениям. Курирующие театр местные властные и партийные органы, видимо, полагали, что в этом предназначение национального театра. Было очевидно, что труппа «старейшин» от театра не потерпит изменения сложившегося репертуара. Изначально, приход «со стороны» любого режиссёра-новатора был бы воспринят без энтузиазма. И вдруг, в театр назначается молодой перспективный профессиональный (впервые) режиссёр, заявивший себя зрелым, творчески состоявшимся художником. Н. Р. Эшба точно знает, что она хочет видеть в любимом театре. Она полна новых замыслов и идей. Но её творческая эстетика не воспринимается старой гвардией артистов. Они срывают спектакли, устраивают конфликты на пустом месте, сжигают декорации…
В первые годы работы в Абхазском драматическом театре Н. Р. Эшба создала спектакли: «Голый король» по пьесе Е.Шварца (1961), «Современная трагедия» Р.Эбралидзе (1962), «Иван Абхазец» И.Чамагуа, «Песню нелегко сложить» Н.Тарба. М. И. Туманишвили писал о ней:

 Нелли руководила театром по-мужски. Годы её руководства, на мой взгляд, один из лучших периодов этого театра. В театре возник коллектив единомышленников, который создал много интересных спектаклей и сценических образов.— источник из программы Абхазского радио "Профессия-режиссёр", 1984 г.
Из-за разногласий в театре Н.Эшба вынуждена была покинуть Абхазский драмтеатр. В 1963-64 годах она прошла стажировку в знаменитом Ленинградском Большом драматическом театре у Г. А. Товстоногова, который тепло отзывался о ней: 

Нелли Ражденовну Эшба я знаю много лет. То, что это профессиональный, творческий художник, для меня — несомненно. Своим очень профессиональным подходом к делу Нелли Ражденовна завоевала симпатии всего творческого коллектива. Очень подкупали, помимо режиссёрских, её человеческие качества. Поэтому память о ней в нашем театре осталась самая добрая.
В 1964 году её пригласили в Государственный русский театр им. А.Грибоедова в г. Тбилиси, где она проработала до 1968 года. За эти годы были осуществлены постановки спектаклей «Дачники» М.Горького (1965 г.), «Софья Ковалевская» Б. Тура (1966 г.), «Моя старшая сестра» А. Володина.
В 1968 году Н. Р. Эшба возвращается в Абхазский драматический театр им. Чанба и ставит «Песнь о скале» Б. Шинкуба (1968 г.), «Снегурочка» А. Островского (1970 г.), «Дон Карлос» Ф. Шиллера (1971 г.), «Джамхух-Олененок» З. Канониди-Марьиной (1972 г.).
В 1974 году Н.Эшба была приглашена на должность главного режиссёра и художественного руководителя Астраханского драматического театра им. Кирова. В астраханский период Н.Эшба осуществила постановку «Энергичные люди» по пьесе В.Шукшина, «Дуэль» Мар Байджиева, «Безымянная звезда» М.Себастиана.
В 1979 году Н. Р. Эшба создает свой театр-студию «Время», в котором она создала спектакли: «Смуглая леди сонетов» Б.Шоу, «Был смирный день» Л.Репиной, «Немая жена» А.Франса, «Привидения» Г.Ибсена, «Иван III — Государь всея Руси» по мотивам романа В.Язвицкого, «Заколдованный лес» М.Богомолова, «Тайна старого замка» Р.Мигуновой, «Олененок» Р.Канониди-Ябриной. Спектакли Н.Эшба отличались всегда богатыми декорациями и костюмами. Они, как правило, сопровождались горячими откликами в прессе и восхищенными отзывами знатоков театра и зрителей. Театральный критик И. Г. Мягкова сказала о Н.Эшба:

 …Если выстроить определенную иерархию режиссёров, работающих сегодня в советском театре, то Нелли Эшба займет по праву место в первой десятке. Таких режиссёров мало. И именно поэтому этих режиссёров запоминаешь, именно поэтому болеешь за них душой и желаешь им всяческого добра.
В 2009 году Н. Р. Эшба поставила в Абхазском драматическом театре историческую пьесу Д.Чачхалиа «Али-Бей». Спектакль был восторженно встречен публикой.
Многие актеры (такие, как Анатолий Левин, актёр Грибоедовского театра, Шарах Пачалия, актёр Абхазского театра, Народный артист СССР, Эмиль Очаговиа, актёр Костромского гостеатра и др.) признавали, что с Н.Эшба было очень интересно работать. Актёр Астраханского театра Юрий Черницкий рассказывал, что она буквально вводила актера в атмосферу спектакля, чутко заботилась о том, чтобы актёр сжился со своим образом, помогая ему двигаться, говорить. Театральные деятели (Э. Н. Гугушвили, доктор искусствоведения, Н. А. Градецкая, театральный критик и режиссёр) подчеркивали, что Н.Эшба была режиссёр- педагог. Сама Н. Р. Эшба говорила:

Я очень люблю работать с актером, вместе с ним создавая не только его сценический образ, но и образ всего спектакля… Актера надо любить…любя актера, веря в него, можно делать чудеса. 
В 2015 году награждена  орденом «Честь и слава» II степени

## Спектакли
- «Призраки» Дмитрия Гулиа
- «Такая Любовь» П. Когоута (19)
- «Голый король» по пьесе Е. Шварца (1961)
- «Современная трагедия» Р. Эбралидзе (1962)
- «Иван Абхазец» И. Чамагуа (19)
- «Песню нелегко сложить» Н.Тарба (19)
- «Дачники» М.Горького (1965)
- «Софья Ковалевская» Б.Тура (1966)
- «Моя старшая сестра» А.Володина (19)
- «Песнь о скале» Б. Шинкуба (1968)
- «Снегурочка» А.Островского (1970)
- «Дон Карлос» Ф.Шиллера (1971)
- «Джамхух-Олененок» З.Канониди-Марьиной (19)
- «Энергичные люди» по пьесе В. Шукшина (19)
- «Дуэль» Мар Байджиева (19)
- «Безымянная звезда» М.Себастиана (19)
- «Смуглая леди сонетов» Б. Шоу (19)
- «Был смирный день» Л. Репиной (19)
- «Немая жена» А. Франса (19)
- «Привидения» Г. Ибсена (19)
- «Иван III — Государь всея Руси» по мотивам романа В. Язвицкого (19)
- «Заколдованный лес» М. Богомолова (19)
- «Тайна старого замка» Р. Мигуновой (19)
- «Олененок» Р. Канониди-Ябриной (19)
- «Али-Бей» Д. Чачхалиа (2009).